# Приозерне (Івано-Франківський район)
Приозéрне (давня назва — Псари) — село в Україні, у Рогатинській міській громаді Івано-Франківського району Івано-Франківської області.

## Історія
Про Псари відомо з другої половини XVIII століття. Є підстави вважати, що село виникло давніше.
Згадується 9 вересня 1449 року в книгах галицького суду.
Перший відомий власник або посідач — Ян Влодкович. Перший відомий власник — галицький підканцлер Юзеф Яблоновський. Будує класицистичну садибу, з колонами, портиком (дерев'яний, згорів у пожежі).
Після смерті магната маєток через спадки і шлюби потрапляє, до графа Станіслава Рея (1833—1873). До 1880 року старий палац розібрали, а ще до того поруч почали зводити нову садибу. Опікувалась тим дружина Станіслава і власне спадкоємиця маєтку Вільгельміна Рей з роду Ґлоґовських.
На території села у минулому існував Псарський став.
У 1939 році в селі мешкало 1230 осіб, з них: 1060 українців-грекокатоликів, 100 українців-римокатоликів, 60 поляків та 10 євреїв.
12 червня 2020 року, відповідно до Розпорядження Кабінету Міністрів України № 714-р «Про визначення адміністративних центрів та затвердження територій територіальних громад Івано-Франківської області», увійшло до складу Рогатинської міської громади.
19 липня 2020 року, в результаті адміністративно-територіальної реформи та ліквідації Рогатинського району, село увійшло до складу новоутвореного Івано-Франківського району.

Світлини
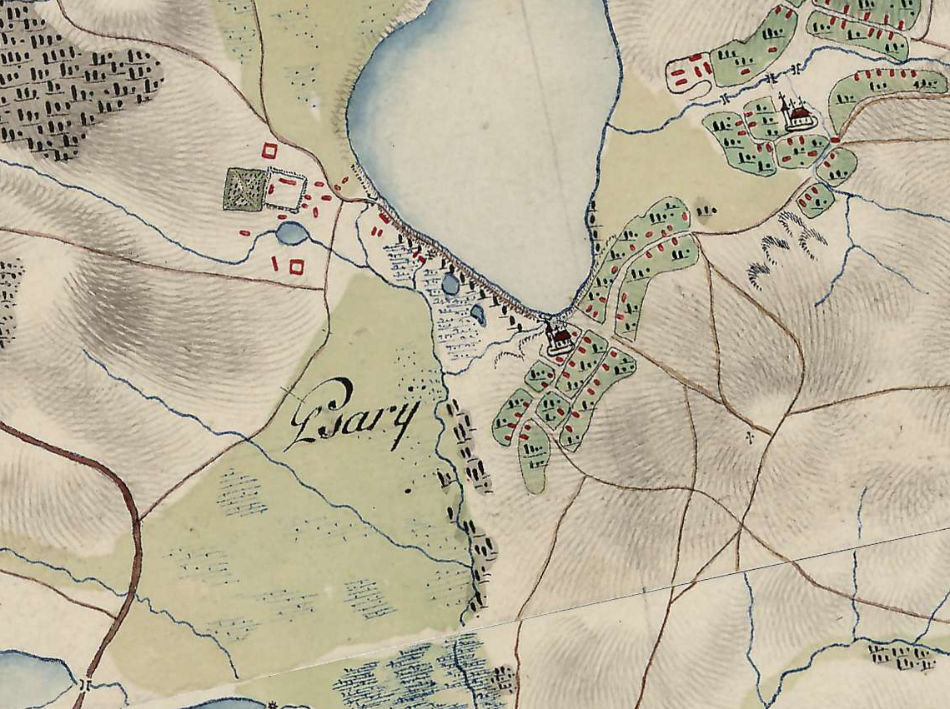
Псари (Приозерне) на мапі 1779—1783 рр. Фрідріха фон Міґа (пол. Psary).

## Пам'ятки

### Садиба Рея (XVIII—XIXст.)
Маєток у Псарах, належав графському роду Реїв, нащадкам древнього роду Потоцьких[джерело?].
Первісний палацовий комплекс (класичний, з колонадою, портиком) виник у Псарах в другій половині XVIII століття. У 1880 році старий палац розібрали, а новий графиня Вільгельміна почала зводити ще за існування будинку-старця. Спроєктував нову садибу відомий львівський архітектор Юліан Захаревич. Будівництво садиби в еклектичному стилі завершили у 1882 році.
За радянської влади використовувався для господарчих потреб. Згодом — як психіатрична лікарня. У 1955 році в палаці оселилися студенти Рогатинського зооветеринарного комплексу. За часів незалежної України тут діяв жіночий монастир, а потім садибу передали УПЦ Київського патріархату.
В'їзна брама зведена у 1822 році. В путівнику-карті «Рогатин», виданому у тернопільському видавництві «Наш світ», подається інформація, що в'їзний проїзд палацу колись був наскрізним, але в 1970 році його замурували — тут було облаштовано місце для встановлення пам'ятника Леніну. За повідомленнями ЗМІ, у 2004 році палац проданий у приватні руки.

Світлини садиби Рея
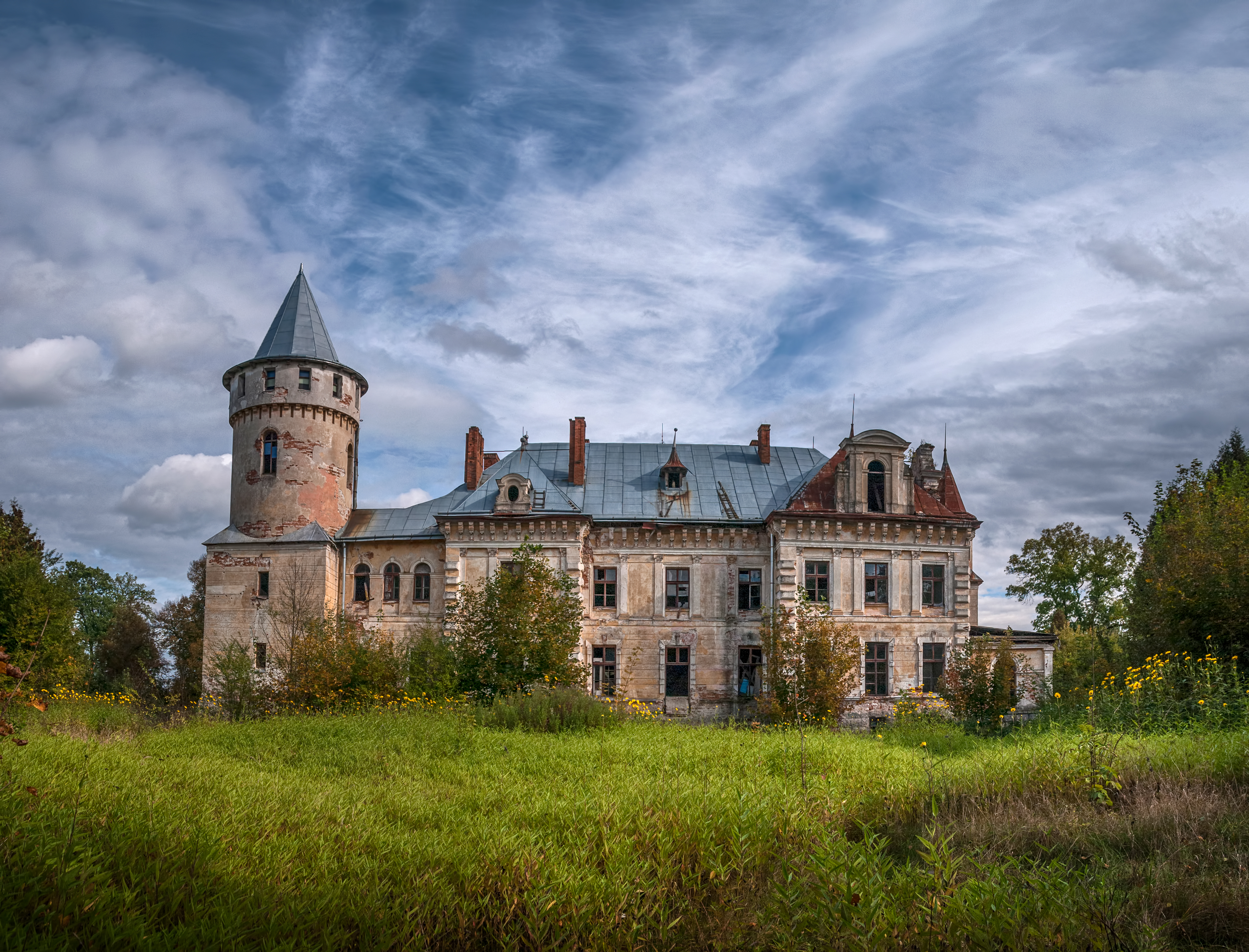
Загальний вигляд палацу
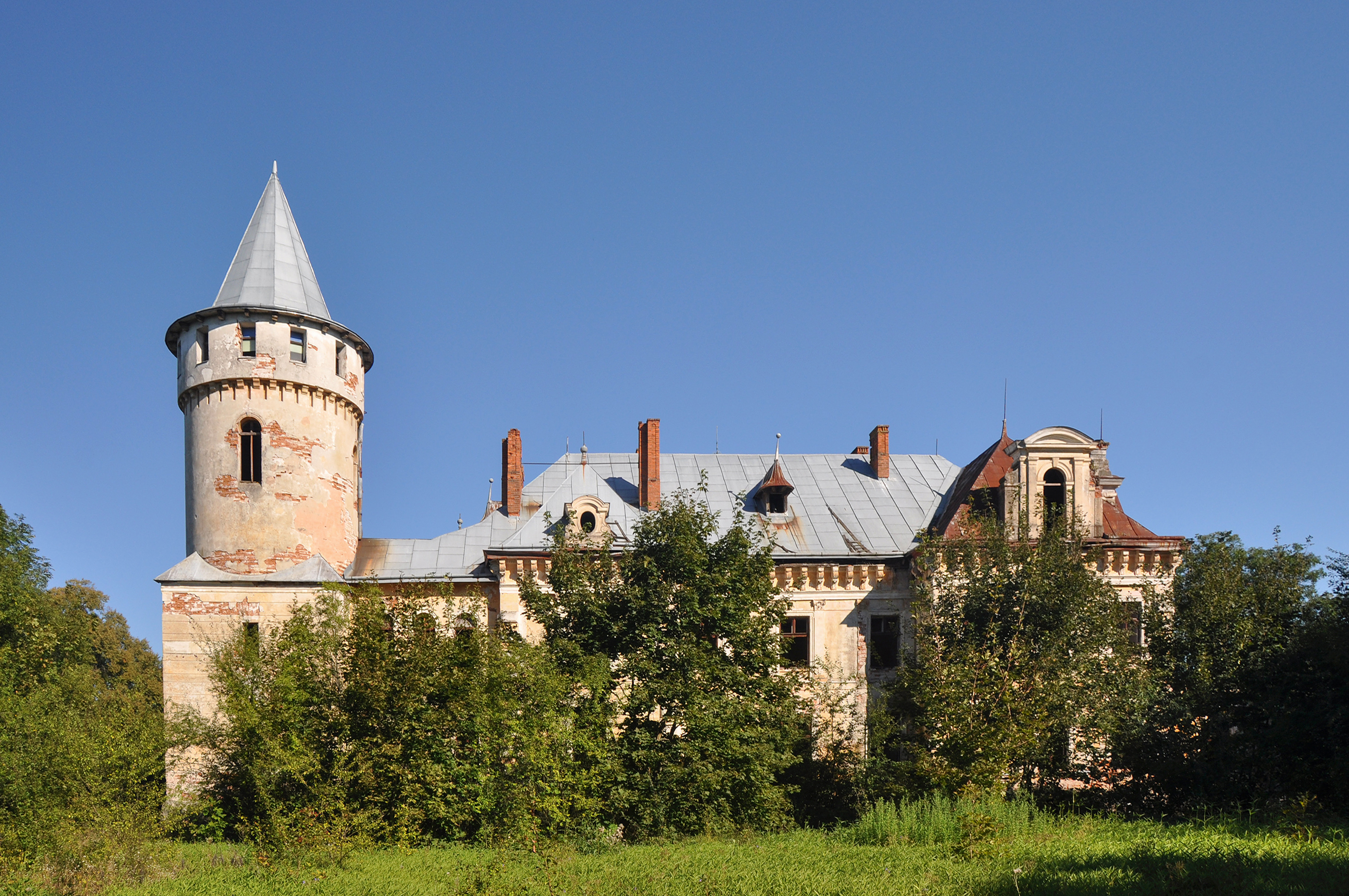
Вигляд палацу з західного боку
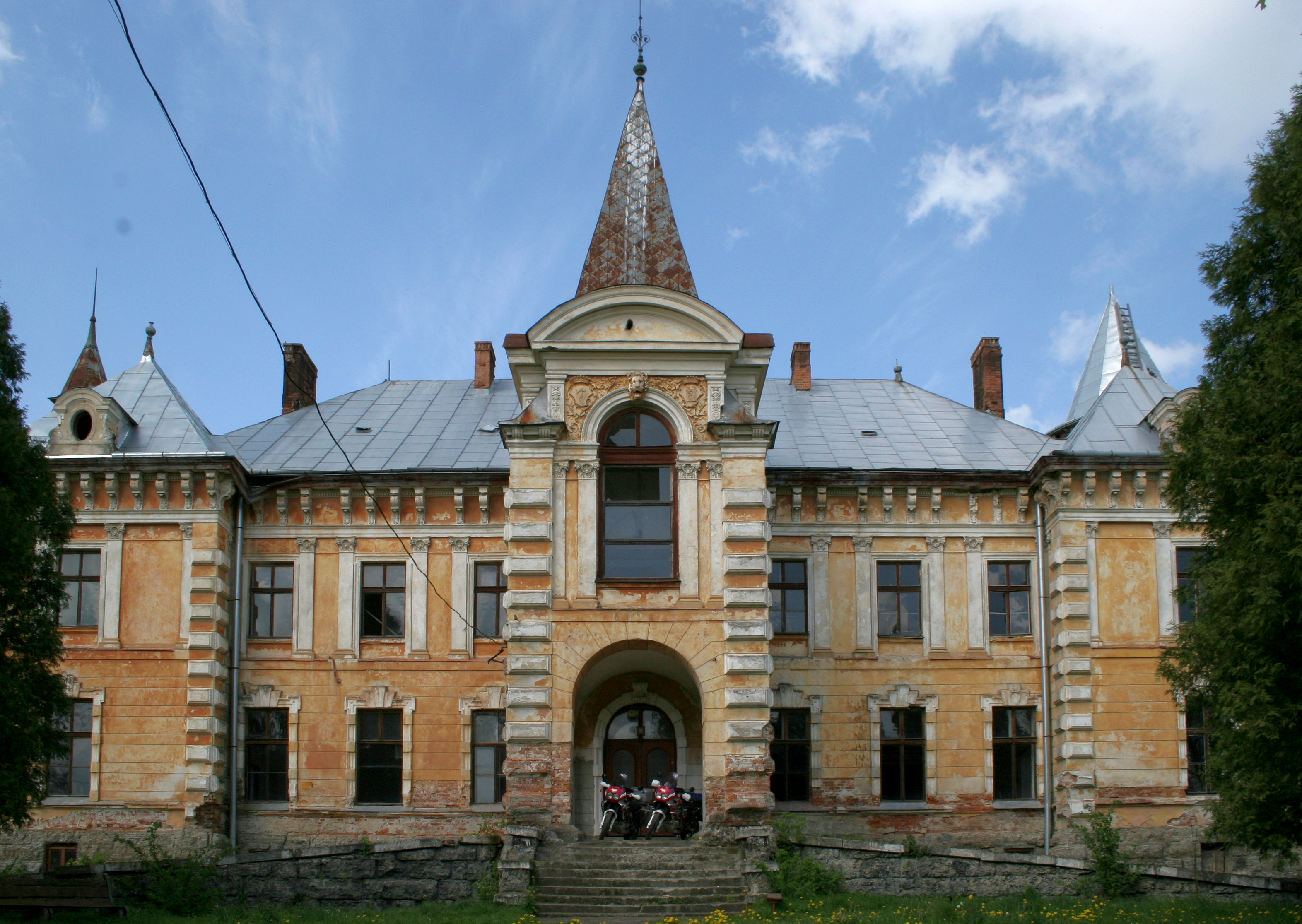
Вигляд палацу зі східного боку
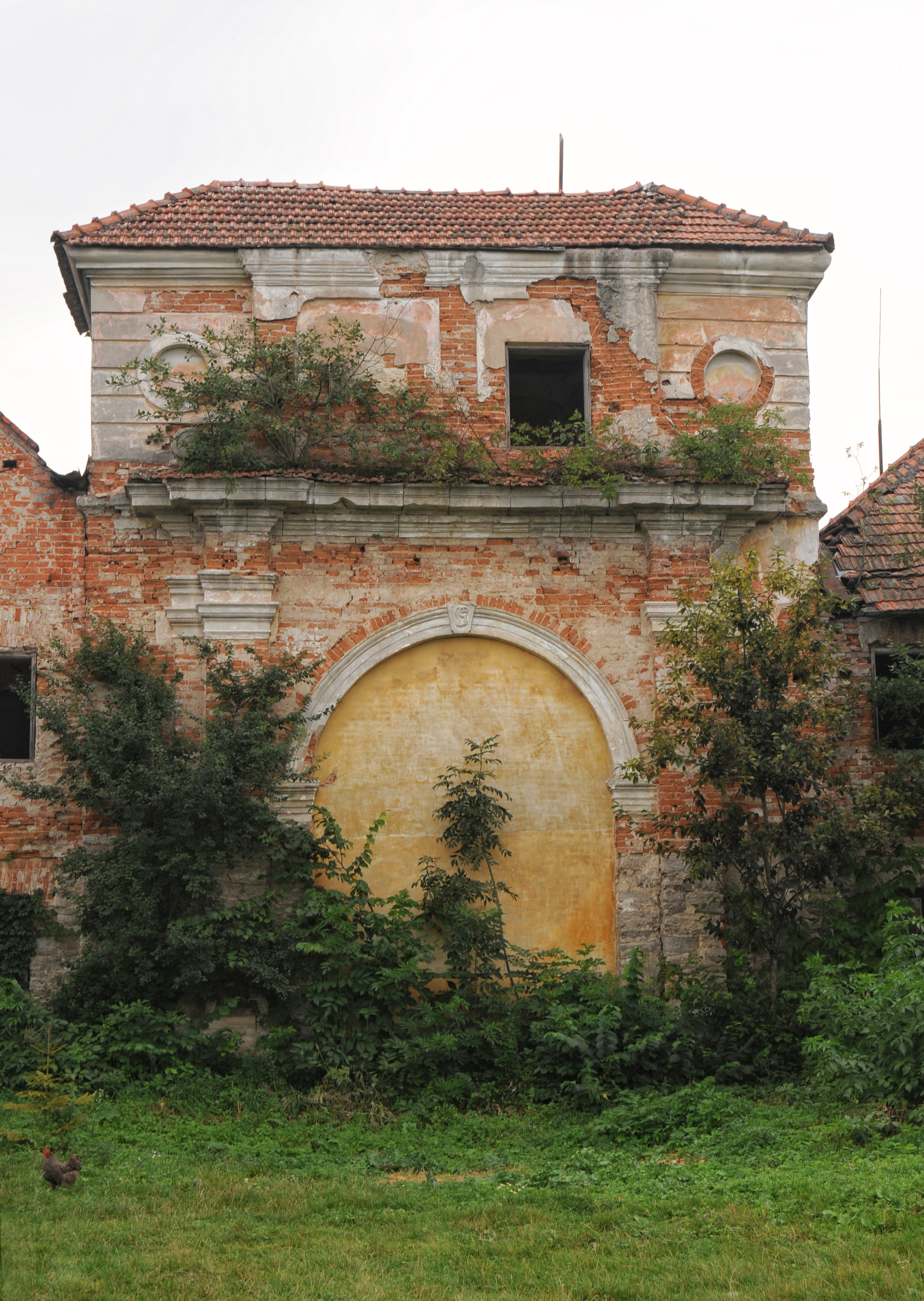
Брама до маєтку
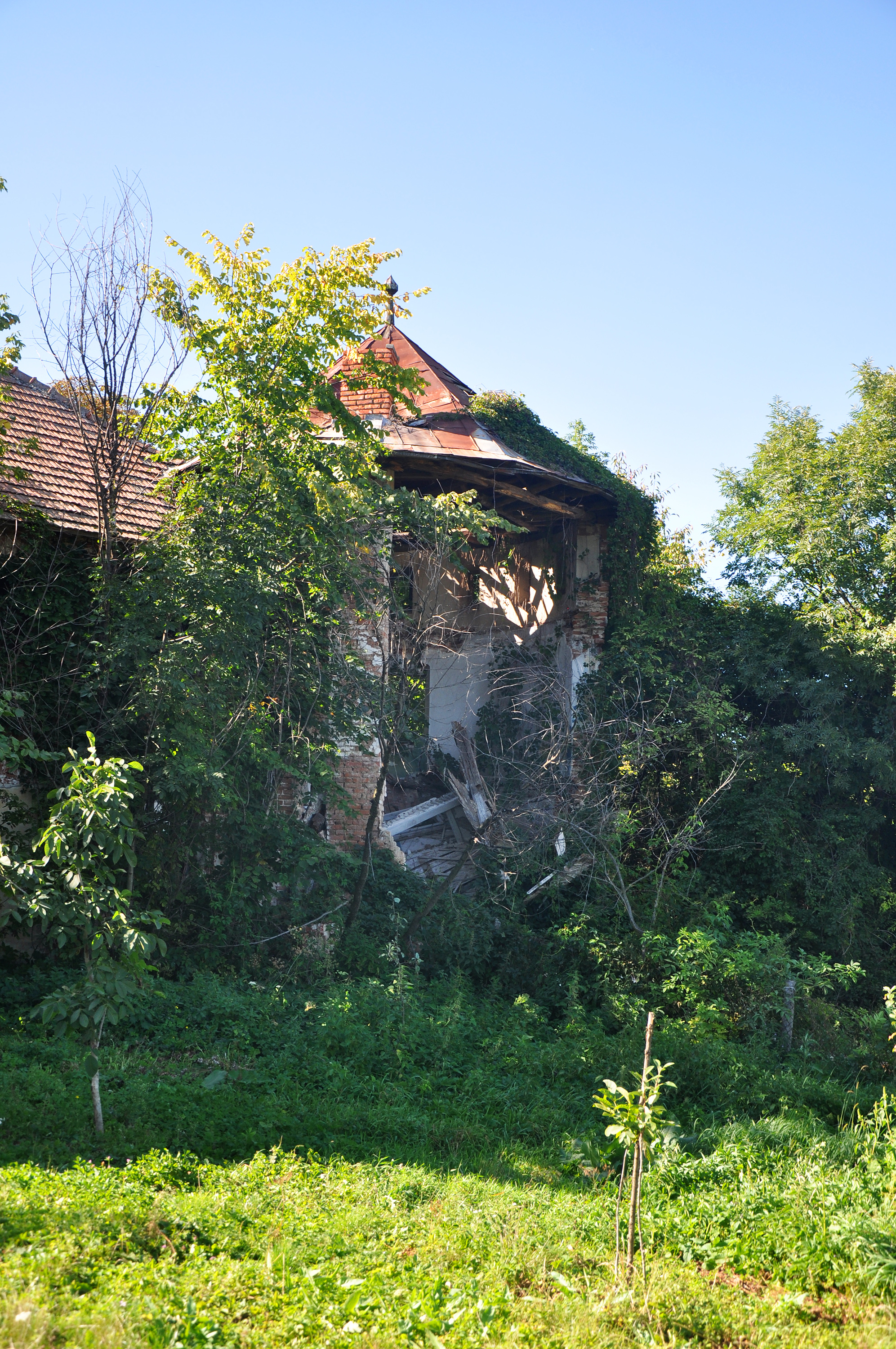
Руїни на території палацового комплексу
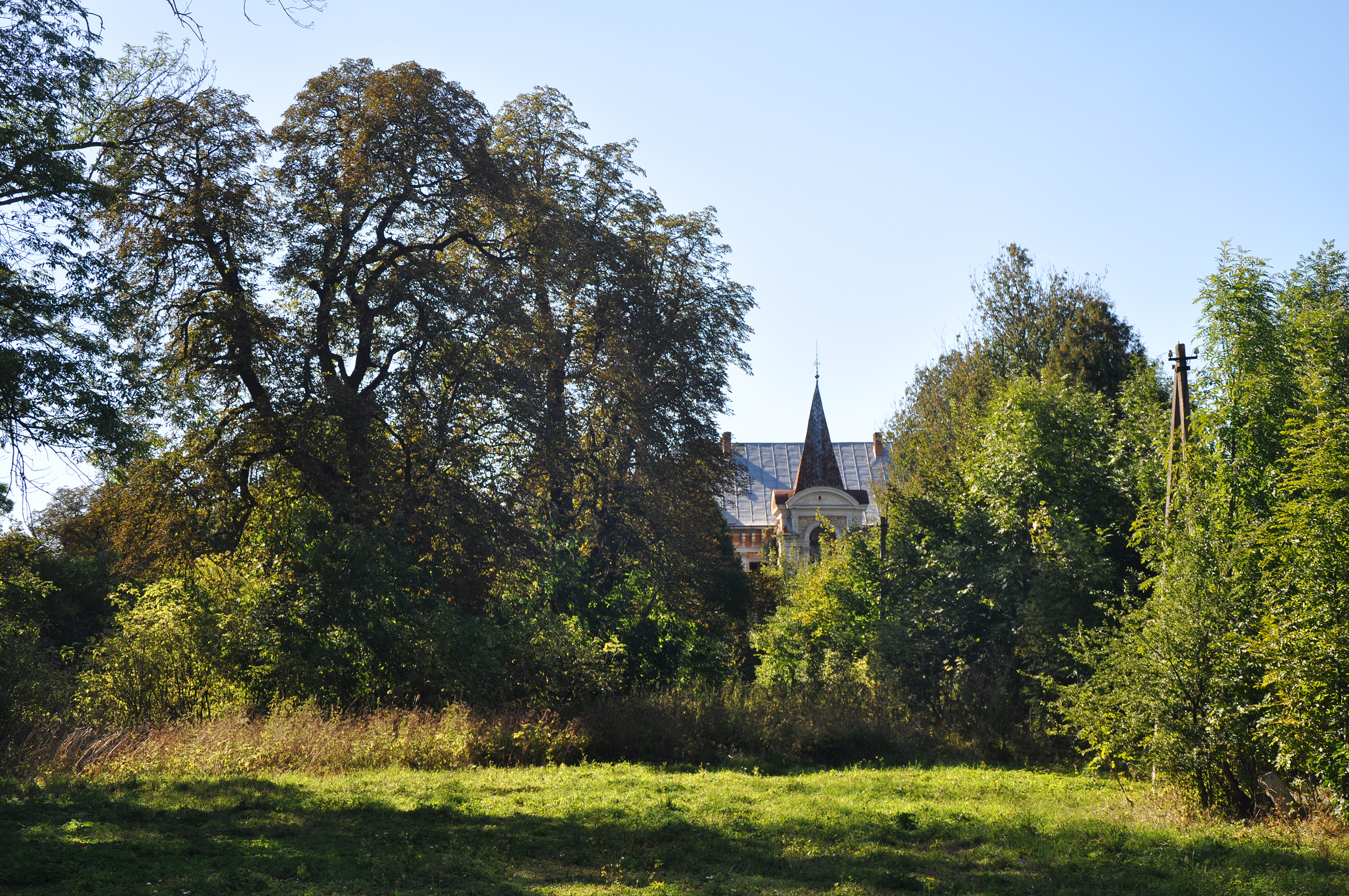
Старий парк біля палацу

### Церква Преображення Господнього
Церква Преображення Господнього збудована у 1793 році.

## Відомі люди
- Антоній Василь Дідушицький (1757—1817, Миропіль)[14] — польський політик[15], син коронного чашника графа Тадеуша Дідушицького[14].